# Kristján Jónsson

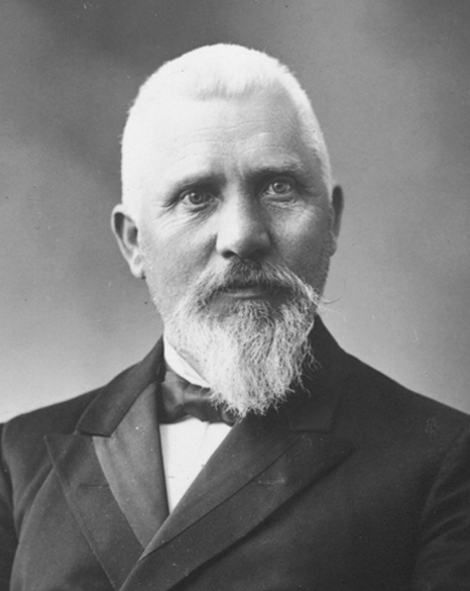
Kristján Jónsson.

Kristján Jónsson (4 de março de 1852 – 2 de julho de 1926) foi um político islandês. Ocupou o cargo de Primeiro-ministro da Islândia de 14 de março de 1911 até 24 de julho de 1912.